# Astenus immaculatus
Astenus immaculatus – gatunek chrząszcza z rodziny kusakowatych i podrodziny żarlinków.
Gatunek ten został opisany w 1833 roku przez Jamesa Francisa Stephensa.
Chrząszcz o wydłużonym i nieco spłaszczonym ciele długości od 3,5 do 4 mm. Ubarwiony czarno lub brunatnoczarno, zwykle z żółtawymi tylnymi brzegami tergitów odwłoka i, zwykle, z wąską, żółtawą plamą wzdłuż tylnych brzegów pokryw. Duża, nie węższa od pokryw głowa jest ponad oczami łopatowato ku przodowi wydłużona. Przedplecze jest najszersze w części przedniej, nieobrzeżone, zaopatrzone w cztery pary długich szczecinek na bocznych krawędziach. Pokrywy są trochę dłuższe od przedplecza. Odwłok jest silnie rozszerzony ku tyłowi i ma początkowe tergity zaopatrzone w poprzeczne bruzdy przynasadowe. W przypadku trzech początkowych tergitów odległości między bruzdami bocznymi są co najmniej trzykrotnie większe niż długości tychże tergitów. Szósty sternit odwłoka u samca trójkątne wcięcie na tylnym brzegu.
Owad znany z Hiszpanii, Wielkiej Brytanii, Francji, Belgii, Holandii, Niemiec, Danii, Szwecji, Szwajcarii, Austrii, Włoch, Polski, Czech, Słowacji, Węgier, Słowenii, Chorwacji, Ukrainy, Rumunii, Bułgarii, Bośni i Hercegowiny, Serbii, Czarnogóry, Grecji, Rosji, Afryki Północnej i Bliskiego Wschodu. Na wschód sięga okolic Morza Kaspijskiego. Zamieszkuje wilgotne stanowiska na polach, łąkach i w lasach. Bytuje pod kamieniami, gnijącymi szczątkami roślinnymi, napływkami, wśród mchów, korzeni traw i w pryzmach kompostowych.